# Viola moupinensis
Viola moupinensis är en violväxtart som beskrevs av Adrien René Franchet. Viola moupinensis ingår i släktet violer, och familjen violväxter. Inga underarter finns listade i Catalogue of Life.